# Bruchophagus ononis
Bruchophagus ononis is een vliesvleugelig insect uit de familie Eurytomidae. De wetenschappelijke naam is voor het eerst geldig gepubliceerd in 1878 door Mayr.